# Lorelei Nicoll
Lorelei Nicoll est une femme politique canadienne.
Elle représente la circonscription de Cole Harbour-Dartmouth (en) à l'Assemblée législative de la Nouvelle-Écosse depuis les élections du 17 aout 2021. Elle fait partie du caucus libéral.
Lorelei Nicoll est née à Petit-de-Grat, dans la région acadienne de l'Isle Madame, au Cap-Breton. Elle a toujours vécu en Nouvelle-Écosse et elle s'est installée à Cole Harbour vers 1985.
En 2008, Lorelei Nicoll est élue au conseil de la municipalité régionale d'Halifax, où elle représente le district 4, Cole Harbour. Elle est réélue deux fois. En 2015, elle est adjointe au maire. En 2020, elle annonce qu'elle ne se représentera pas au conseil régional. L'année suivante, elle est élue à l'Assemblée législative.